# کراسیمیره بوگدانوا
کراسیمیره بوگدانوا (انگلیسی: Krasimira Bogdanova; ۵ ژوئن ۱۹۴۹ – ۱۰ مارس ۱۹۹۲) بازیکن بسکتبال اهل بلغارستان بود.